# 尼納斯安卡山
10°13′12″S 76°54′58″W / 10.22000°S 76.91611°W
尼納斯安卡山（Ninashanca），是秘魯的山峰，位於該國北部安卡什大區的博洛涅西省和勞里科查省，處於尼納科查湖西北面，屬於安第斯山脈中瓦伊瓦什山脈的一部分，海拔高度5,607米。